# Nussdorfer Wehr- und Schleusenanlage

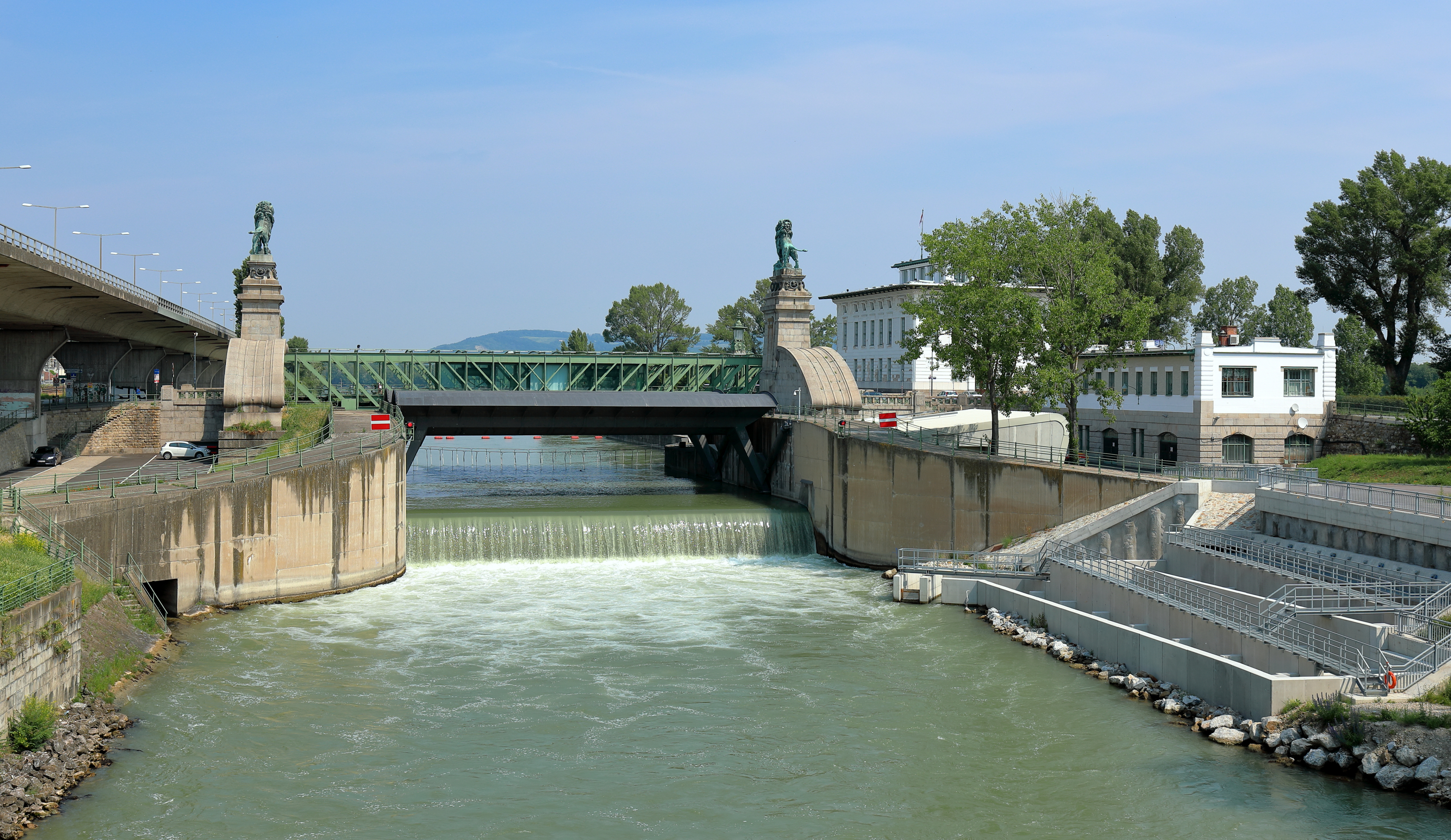
Die Wehranlage mit der Schemerlbrücke, dem ehem. Verwaltungsgebäude für die „Donau-Regulierungs-Commission“, dem sogenannten „Kettenmagazin-Gebäude“ (ganz rechts), einem Kleinkraftwerk und einer Fischwanderhilfe

Die Wehr- und Schleusenanlage beim Wiener Stadtteil Nussdorf ist eine wasserbauliche Einrichtung an jener Stelle, wo der Donaukanal von der Donau abzweigt. Sie wurde aufgrund des vom Reichsrat erlassenen Gesetzes vom 18. Juli 1892, betreffend die Ausführung öffentlicher Verkehrsanlagen in Wien erbaut.
Das Gesetz regelte die Finanzierung des Baues der Wiener Stadtbahn, der Umwandlung des Donaukanals in einen Handels- und Winterhafen, der Regulierung des Wienflusses und des Baues von Sammelkanälen entlang der beiden Flüsse. Es folgten politischen Vereinbarungen zwischen der cisleithanischen Regierung, dem Kronland Österreich unter der Enns und der Wiener Stadtverwaltung.
Seit 2005 hat das Wehr auch ein Laufwasserkraftwerk, das Kraftwerk Nussdorf. Seit April 2017 können Fische das Wehr mittels einer Fischtreppe aufwärts überwinden (siehe unten).
Im August 2022 ging unterhalb des Wehrs ein neues Wasserbaulabor der Universität für Bodenkultur Wien in Probebetrieb. Es nützt die Stauhöhe des Wehrs und den Donaukanal als Abfluss für Strömungsexperimente mit bis zu 10 m3/s Durchfluss.

## Lage
Der Name der Bauwerke stimmt mit der Bezirkszugehörigkeit nicht überein. Nussdorf ist Teil des 19. Bezirkes und der nächstgelegene Ort; die allermeisten Bauteile befinden sich aber in der Brigittenau, in der Bauzeit der Anlagen noch Teil des 2. Bezirks, im Jahr 1900 als 20. Bezirk aus diesem ausgegliedert. Die Bezirksgrenze verläuft am westlichen (Nussdorfer) Ufer des Donaukanals.
Im allgemeinen Sprachgebrauch werden das Nussdorfer Wehr und die Nussdorfer Schleuse oft miteinander gleichgestellt, obwohl es zwei getrennte Bauwerke sind. Ihr Bau diente aber einem gemeinsamen Zweck.

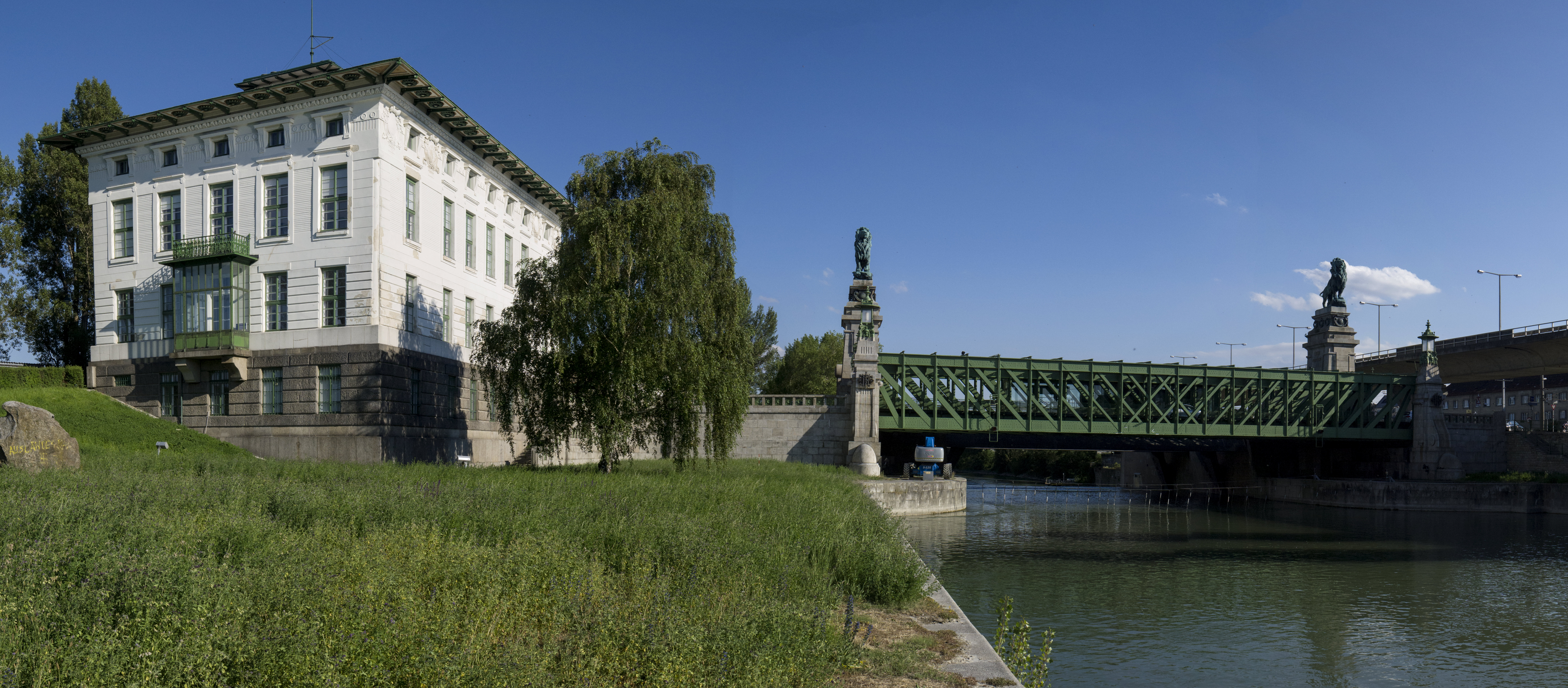
Nussdorfer Wehr, Verwaltungsgebäude und Schemerlbrücke

Die Bauwerke liegen, von Nussdorf aus gesehen, an der Rückseite des Nussdorfer Bahnhofs der Franz-Josefs-Bahn.

## Vorgängerbauwerk
Bevor die Wehr- und Schleusenanlage in Nussdorf erbaut wurde, schützte das von Wilhelm Freiherr von Engerth konstruierte Schwimmtor den Donaukanal vor allem vor Treibeis und weitgehend auch vor Hochwässern. Nach der Fertigstellung des Nussdorfer Wehrs blieb das Schwimmtor, das bisher den Donaukanal geschützt hatte, noch bis in den Ersten Weltkrieg in Dienst. Es wurde 1945 verschrottet.

## Nussdorfer Wehr- und Schleusenanlage
Die Wehr- und Schleusenanlage Nussdorf und das Kaiserbadwehr waren die einzigen wasserbautechnischen Bauwerke, die für die Verwirklichung des geplanten Hafens im Donaukanal in die Realität umgesetzt wurden. Die beiden weiteren geplanten Wehr- und Schleusenanlagen sollten bei der Ostbahnbrücke und unmittelbar vor dem Freudenauer Hafen errichtet werden.
Notwendig wurde der Bau dieser Anlage, um die Neubauten am Donaukanal (Stadtbahn, Sammelkanäle und später den Hafen mit den Schiffen) vor Hochwässern und Eisstößen zu schützen, andererseits aber für die Schifffahrt genügend Wasser in den Kanal zu lassen. Das Schwimmtor von Wilhelm Freiherr von Engerth erfüllte zwar den Schutz vor Eisstößen zufriedenstellend, die zulaufende Wassermenge ließ sich damit aber nur sehr schlecht regulieren. Vor allem wegen der entlang des Donaukanals errichteten Sammelkanäle durfte der Wasserstand nur um 80 Zentimeter steigen.

### Nussdorfer Wehr

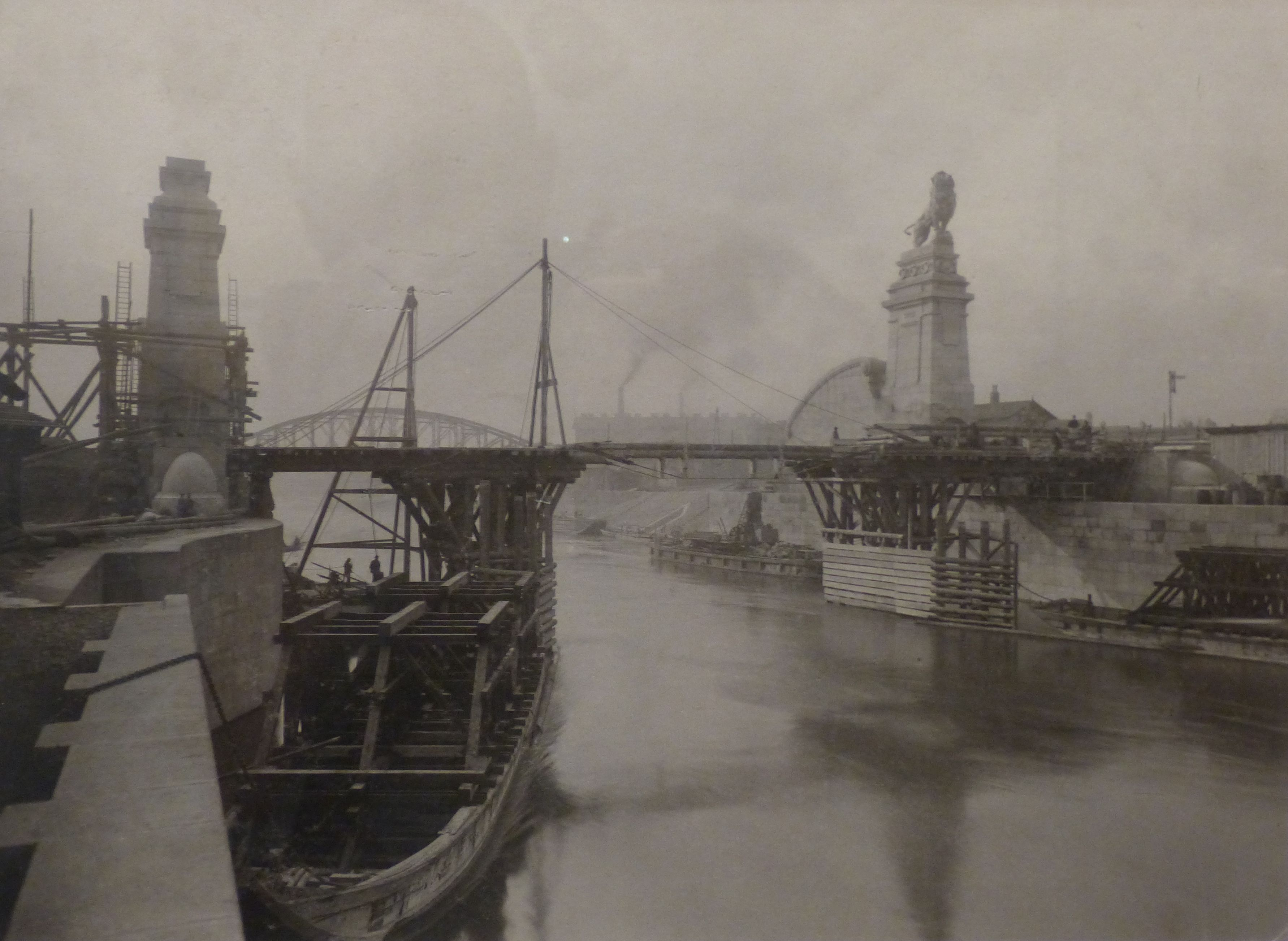
Bauphase um 1897/98

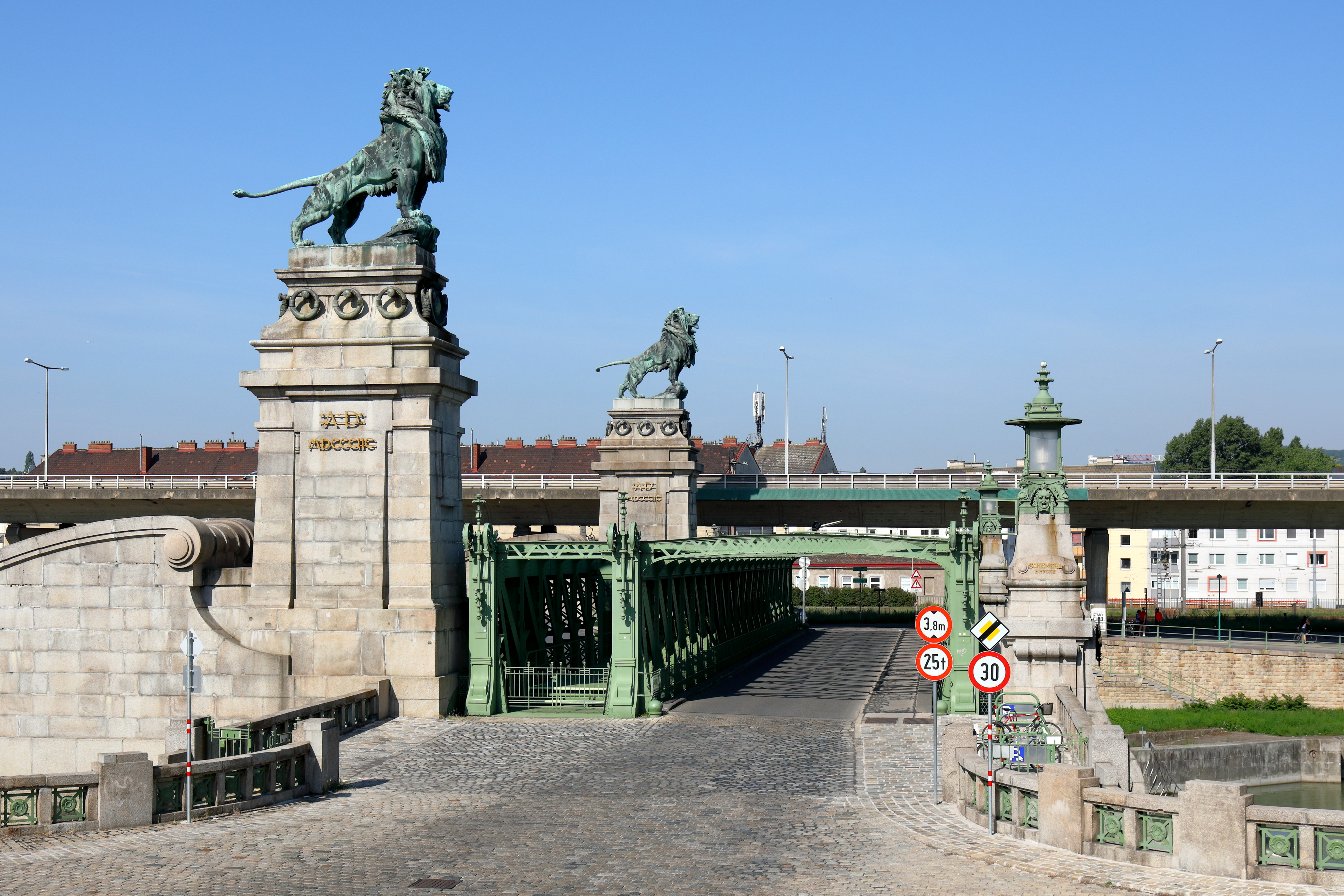
Die doppelte Fachwerkbrücke mit drei Hauptwänden als konstruktiver Teil des Wehrs

Das Nussdorfer Wehr wurde zwischen August 1894 und 1899 errichtet. Die Mauerwerke wurden 1897 fertiggestellt und im August 1898 die Montage der Stahlkonstruktion durch die Firma Albert Milde. Das Verwaltungsgebäude und das Kettenmagazin folgten 1899. Als künstlerischer Beirat der Commission für Verkehrsanlagen in Wien erarbeitete Otto Wagner die Pläne für die architektonische Gestaltung des Wehrs mit der Schemerlbrücke, seinen Nebengebäuden und (möglicherweise) der Schleusenanlage, während die technische Planung von Siegmund Taussig stammt. Aufgrund der exponierten Lage – an der Abzweigung des Donaukanals von der Donau zum Stadtzentrum von Wien – sah Otto Wagner das von ihm gestaltete Wehr (technisch ein „Nadelwehr“, aber auch ein „Brückenwehr“) als Stadttor und stattete es dementsprechend repräsentativ mit machtvollen Pylonen aus, die Löwenfiguren, abgeleitet von chinesischen Wächterlöwen, aus Bronze von Rudolf Weyr tragen. Diese Löwen waren Modell für das Firmenlogo von Gräf & Stift.

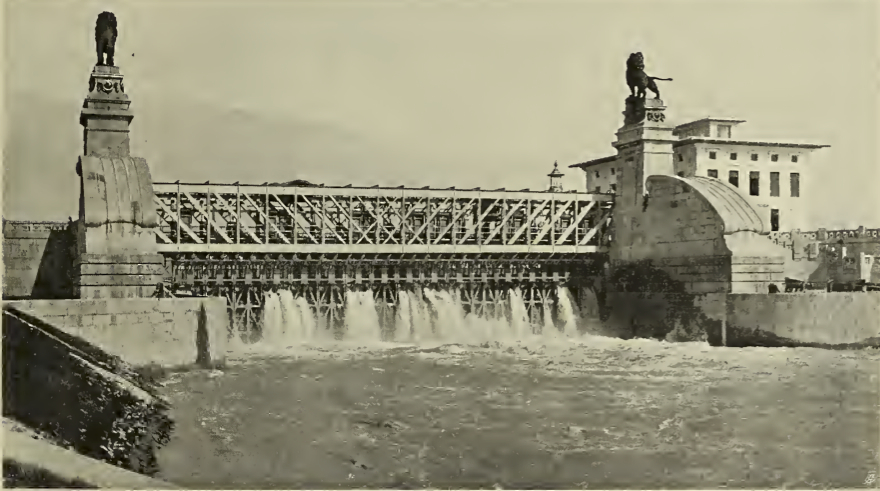
Geschlossenes Wehr während des Hochwassers 1899

Seine erste Belastungsprobe bestand das Nussdorfer Wehr beim Hochwasser von 1899, als eine Überflutung der Gebiete am Donaukanal verhindert wurde.
Zum Öffnen und Schließen der Wehranlage wurden einige Gleise mit einer Spurweite von 1690 mm verlegt, auf denen Material für die Wehranlage mit Arbeitswagen und elektrisch betriebenen Zugmaschinen transportiert wurde.
Im Zuge von Verbesserungen des Donauhochwasserschutzes wurde zwischen 1971 und 1975 das Nadelwehr durch ein modernes Segmentwehr, bestehend aus dem Wehr und den Schützen (heb- und senkbaren Verschlüssen der Wehranlage, welche bis auf die Gewässersohle abgesenkt werden können) ersetzt. Zwischen 2004 und 2005 wurde unterhalb der Wehranlage das Kraftwerk Nussdorf ohne äußere sichtbare Veränderungen des historischen Gesamtbildes errichtet. 12 Turbinen produzieren etwa 28 Gigawattstunden pro Jahr und decken damit den Strombedarf von ungefähr 10.000 Haushalten. Verwirklicht wurde dieses Gemeinschaftsprojekt von Wien Energie, EVN und der Verbund-Austrian Hydro Power AG (AHP).

### Schemerlbrücke

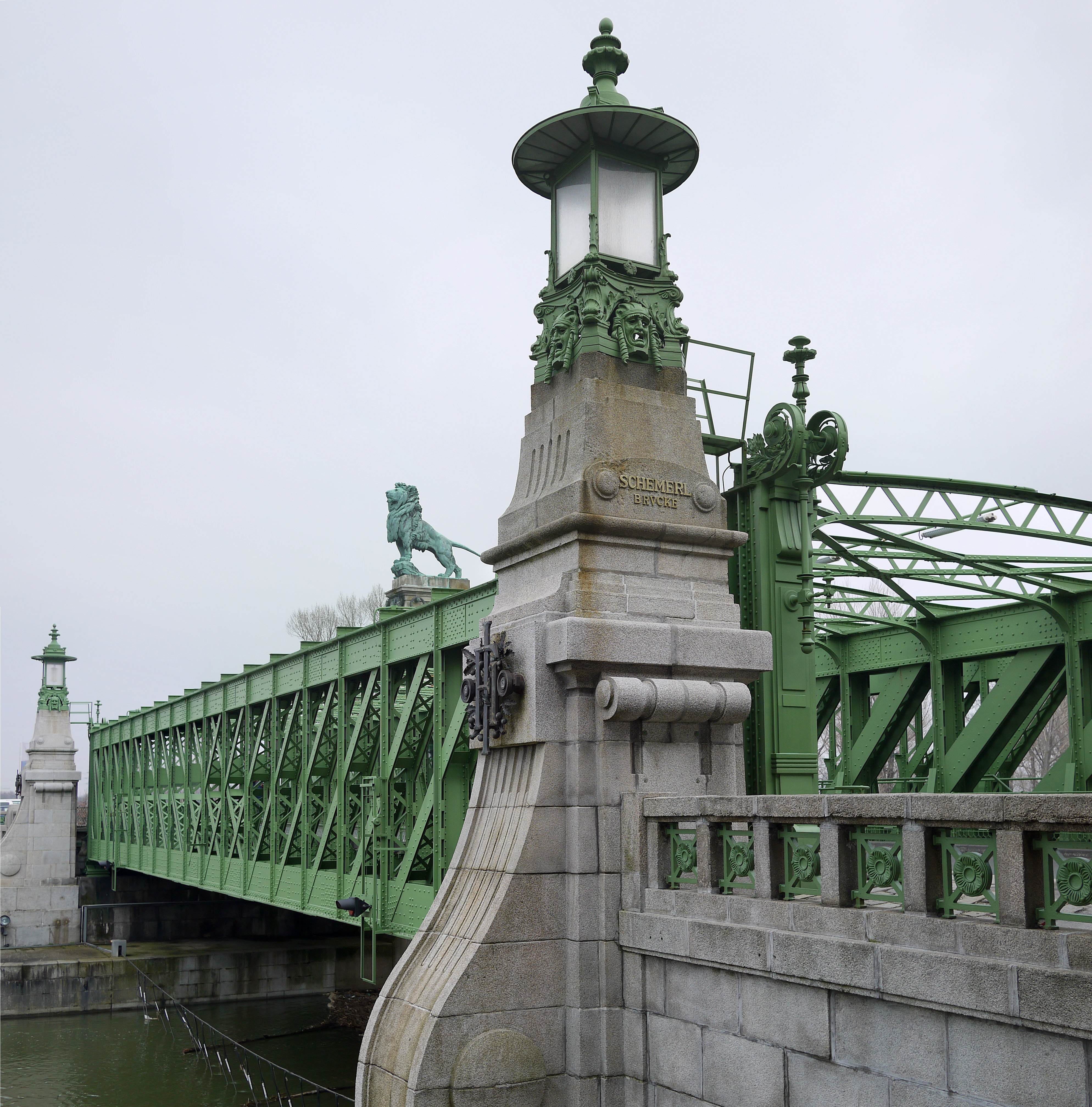
Die Schemerlbrücke

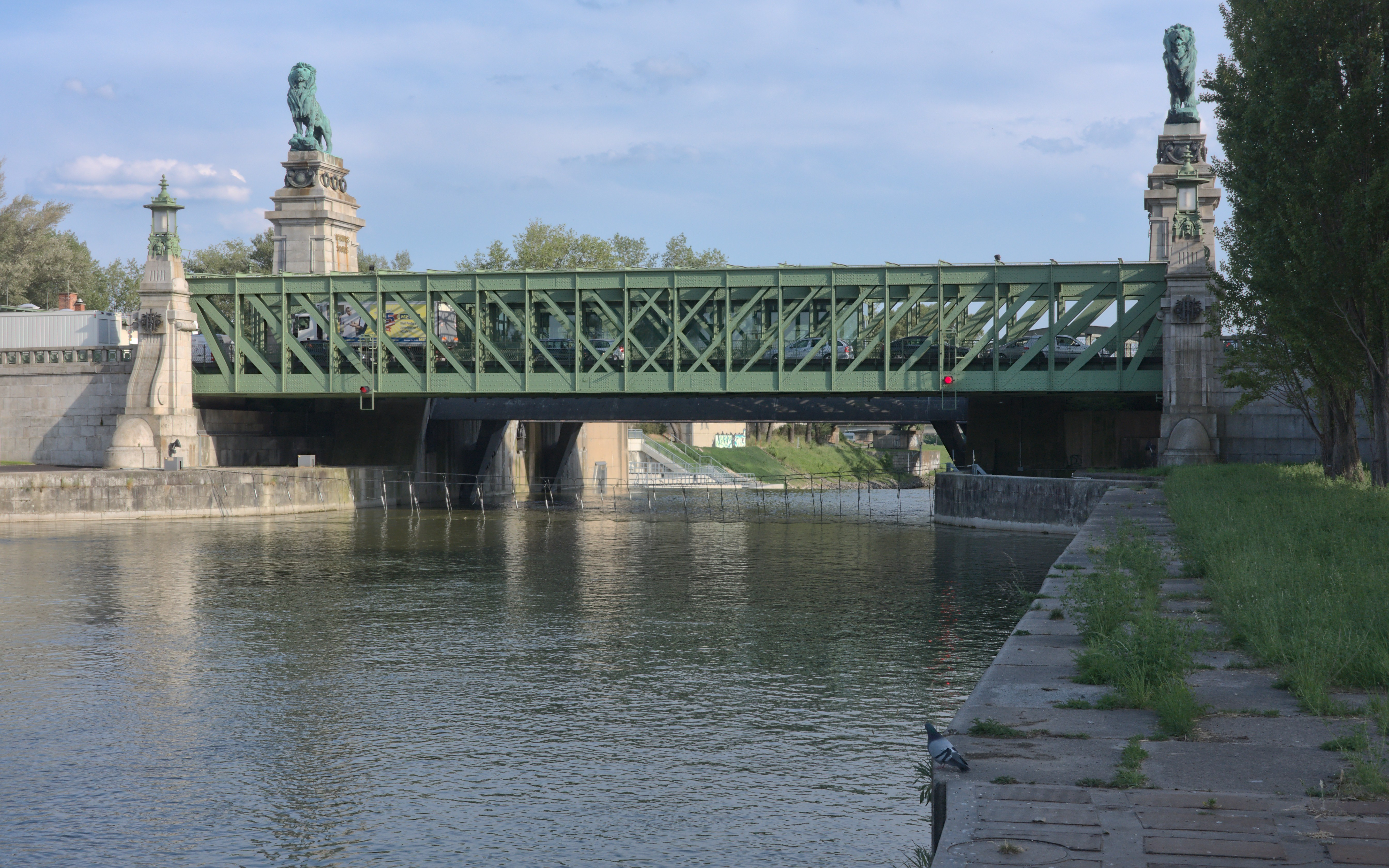
Seitenansicht der Schemerlbrücke

Namensgeber dieser auch als „Löwenbrücke“ bekannten Brücke war Joseph Schemerl von Leythenbach (1752–1844), k.k. Hofrat und Hofbauratsdirektor, der 1810 ein (nicht verwirklichtes) Projekt einer Donauregulierung ausarbeitete.
Der Name der Brücke wird in verschiedenen Schreibweisen angegeben:
- Im Landesgesetzblatt für Wien Nr. 34 / 1996 wird in der Festlegung der neuen Bezirksgrenze zwischen dem 19. und 20. Bezirk die „Josef-von-Schemmerl-Brücke“ genannt.
- Laut „Amtlichem Wiener Straßenverzeichnis – 16. aktualisierte Auflage“ handelt es sich um die „Schemmerlbrücke“.
- Die Aufschrift auf einem der Pylonen lautet auf  „Schemerlbrücke“.
- Verschiedene Stadtpläne von Wien benennen diese Brücke entweder als „Josef von Schemerl-Brücke“ oder „Schemerlbrücke“.

- Das von der für Brücken zuständigen Magistratsabteilung, der MA 29, herausgegebene Buch „Querungen. Brücken - Stadt - Wien“ schreibt im enthaltenen Verzeichnis der Wiener Brücken von der „Schemerlbrücke“; da diese Schreibweise mit der des Namensgebers übereinstimmt, kann davon ausgegangen werden,  dass dies der korrekte Name ist.

Die als Fachwerkbrücke zwischen 1894 und 1898 errichtete Brücke überspannt mit ihren 49 Metern Spannweite neben dem 40 Meter breiten Wasserdurchlass auch den neun Meter breiten Treppelweg. Ihre Errichtung war für die Wehranlage aus statischen Gründen wichtig, denn die drei Hauptträgerwände sowie der starke horizontale Träger nahmen den Wasserdruck und das Eigengewicht der Brücke auf (aus diesem Grund wird das Wehr auch als Brückenwehr bezeichnet), deshalb wurde sie auch als doppelte Fachwerkbrücke mit drei Hauptwänden errichtet. Sie wurde aber auch für den technischen Betrieb der Wehranlage benötigt.
Im April 1945 wurde sie wie die anderen Donaukanalbrücken durch eine Sprengung unbenutzbar gemacht. Im Jahr 1947 wurde zunächst ein Holzsteg errichtet, um Fußgängern das Überqueren des Donaukanals zu ermöglichen. Zwischen 1953 und 1955 wurden die Kriegsschäden behoben und 1978 erfolgte eine gründliche Sanierung.
Der Löwe als Kühlerfigur von Fahrzeugen der Wiener Automobilfabrik Gräf & Stift wurde den von Rudolf Weyr gestalteten Löwen auf der Schemerlbrücke nachempfunden. Die Stadt Wien gestattete der Fabrik 1916 diese Nutzung.
Im Jahr 2018 wurde die Schemerlbrücke anlässlich des 100. Todestags von Otto Wagner als Motiv für die jährlich herausgegebene Europamarke der Republik Österreich, eine Sondermarke mit 80 Cent Nennwert, gewählt.

### Nussdorfer Schleuse

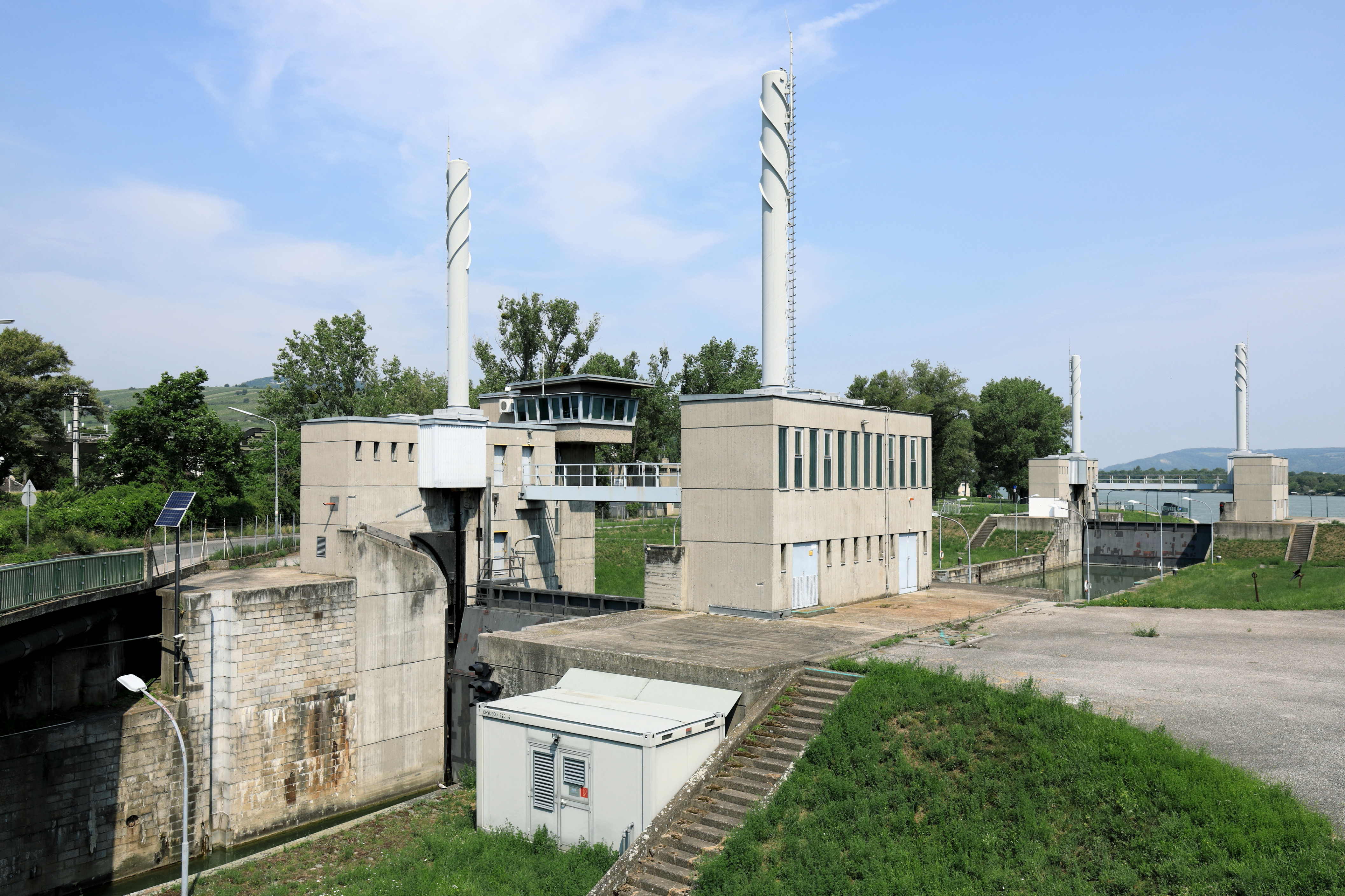
Die Nussdorfer Schleuse

Baubeginn für die Nussdorfer Schleuse war ebenfalls im August 1894. Errichtet wurde nicht nur die Kammerschleuse mit 85 Metern Länge und 15 Metern Breite, neu anzulegen war auch der Kanal mit 20 Metern Breite, einer Tiefe von etwa 3,50 Metern und einer Böschungsneigung von 1:2½, der deren Nutzung erst möglich machte. Dieser Kanal machte die Errichtung von zwei Eisenbahnbrücken für die Donauuferbahn sowie einer Straßenbrücke („Nussdorfer Schleusenbrücke“) für die Verbindung Nussdorf–Handelskai notwendig. Unklar ist, ob auch diese Schleuse von Otto Wagner gestaltet wurde und wie sie den Zweiten Weltkrieg überstand. 1964 bis 1966 wurden die handbetriebenen Stemmtore, seitlich zu öffnen, ersetzt. Am 25. November 1966 vermeldete die Rathauskorrespondenz, dass an diesem Tag Baustadtrat Kurt Heller die vollständig mechanisierte und mit von der VÖEST gefertigten Hubschwenktoren ausgestattete Anlage ihrer Bestimmung übergab.
Um die Schleusenkammer auch dann noch mit genügend Wasser zu versorgen, wenn die Umlaufkanäle mit Eis blockiert waren, wurde ein Alimentierungskanal errichtet. Die Schleuse ist bis heute in Betrieb und wird auch bei Schiffsrundfahrten, bei denen die gesamte historische Donauinsel, also 2. und 20. Bezirk, umrundet wird, benützt.

### Verwaltungsgebäude

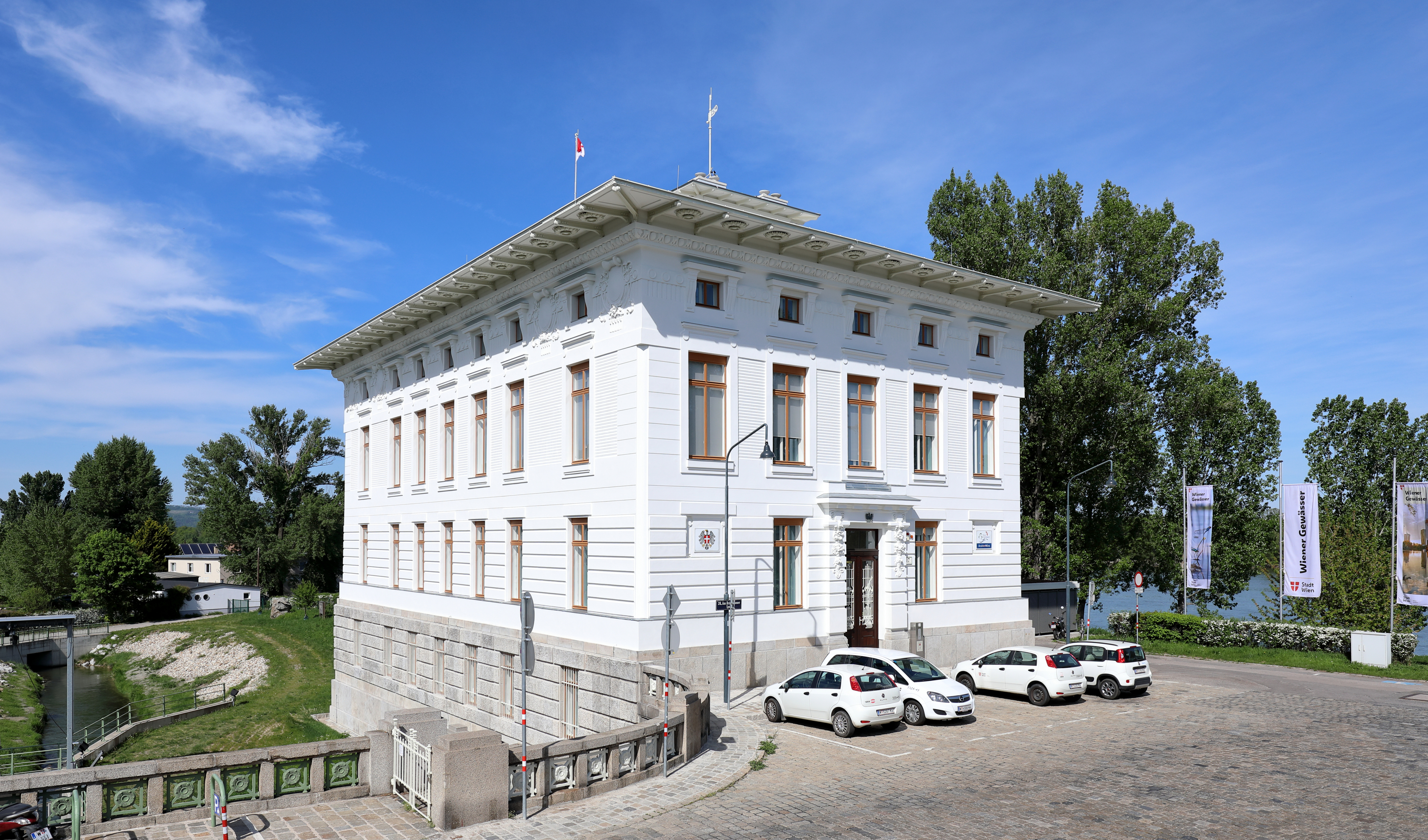
Das ehemalige Verwaltungsgebäude der Wehr- und Schleusenanlage nach der denkmalgerechten Restaurierung, April 2024

Beim neben dem Nussdorfer Wehr mit der Schemerlbrücke nach Plänen von Otto Wagner erbauten ehemaligen Verwaltungsgebäude der „Donau-Regulierungs-Commission“, jetzt Donau-Hochwasserschutz-Konkurrenz (DHK), (Adresse: 20., Am Brigittenauer Sporn 7) handelt es sich um einen dreigeschoßigen secessionistischen Bau. Auf dem weit vorkragendem Dach befindet sich ein Dachaufsatz, der als Beobachtungsstation diente. Seit Juni 2017 ist das Gebäude Sitz der für die Wiener Gewässer und den Wiener Hochwasserschutz verantwortlichen Magistratsabteilung 45 – Wiener Gewässer.
Im Zuge einer 2023 gestarteten Sanierung – unter Aufsicht des Bundesdenkmalamtes – werden die Fenster wieder originaltreue, braune Rahmen erhalten und Stuckelemente wieder weiß statt grün gestrichen. Das bei Wienern als „Otto-Wagner-Grün“ bekannte Resedagrün (RAL 6011) stammt, wie bei der Stadtbahn, eigentlich aus den 1950er Jahren und hat mit Otto Wagner nichts zu tun. Anfang Januar 2024 gab die Stadt Wien bekannt, dass die Sanierung abgeschlossen ist und "das ehemalige Otto-Wagner-Gebäude am Brigittenauer Sporn in neuem Glanz erstrahlt."

### Kettenmagazin

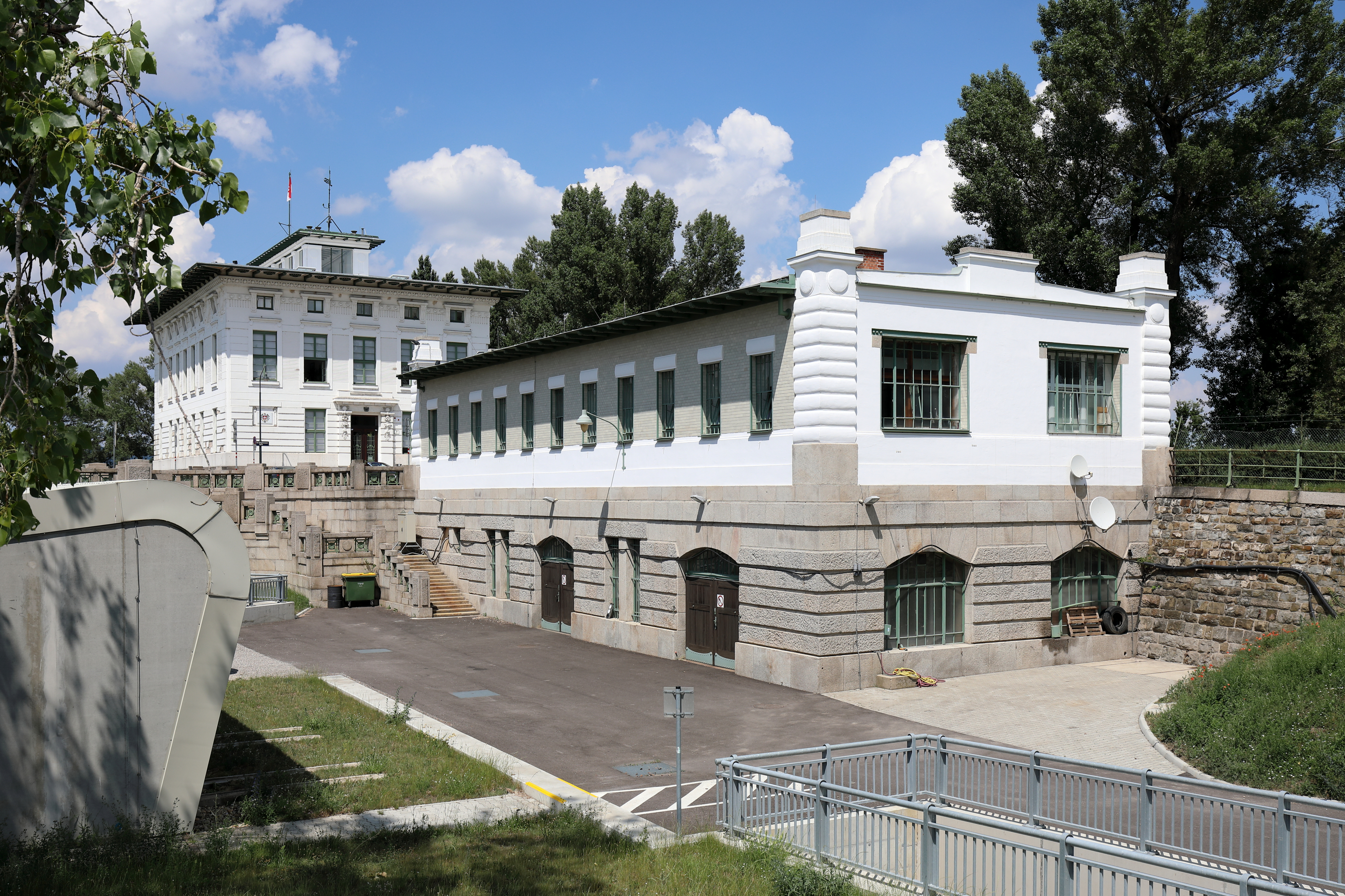
Das Kettenmagazin der Wehr- und Schleusenanlage Nussdorf

Das Kettenmagazin befindet sich südlich des Verwaltungsgebäudes und ist als ein- bis zweigeschoßiger Bau ausgeführt.

### Kraftwerk

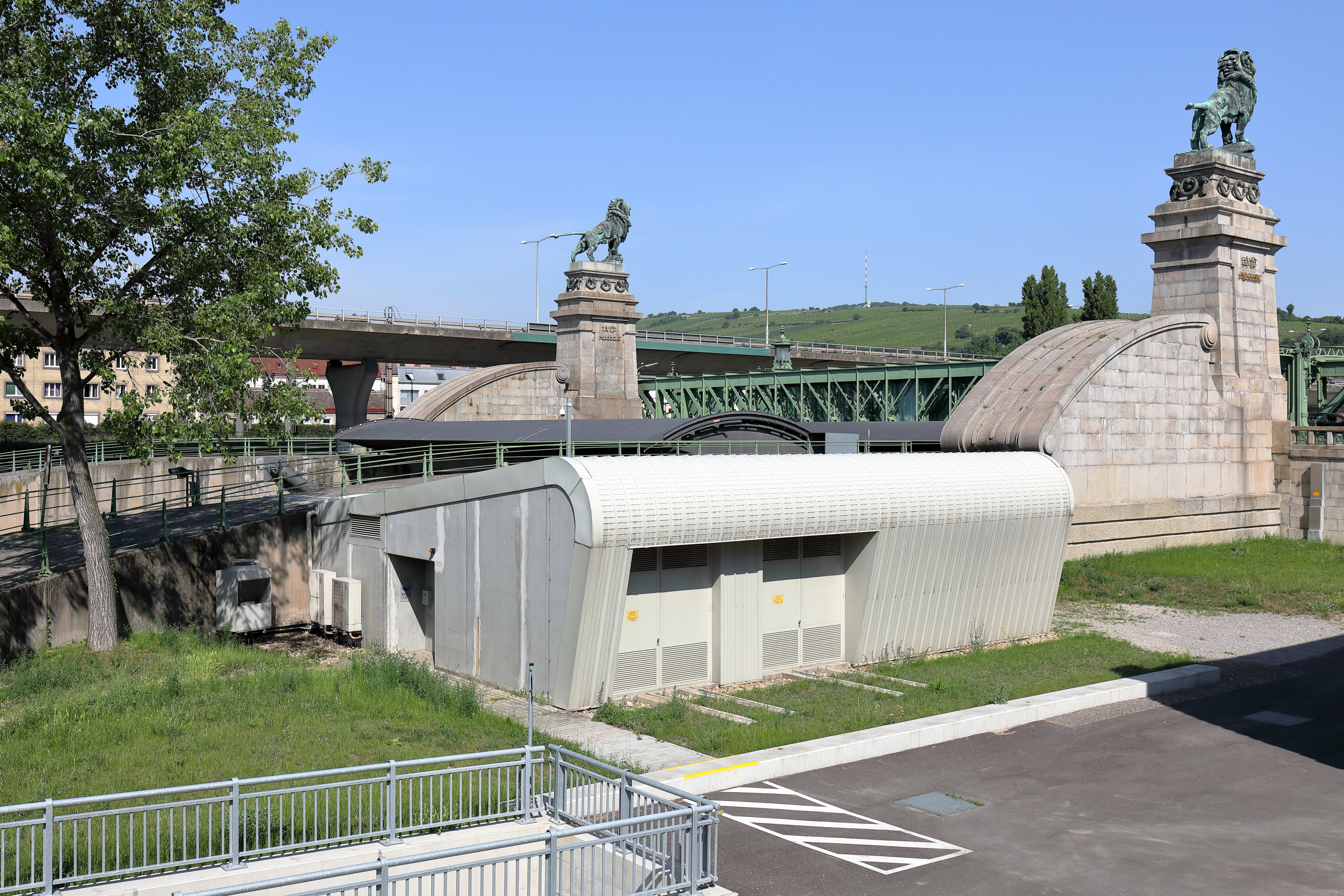
Das Kleinkraftwerk beim Wehr und links unten der Kanal der Fischtreppe

2005 wurde ein Kleinkraftwerk in Betrieb genommen, das aus 12 Hydromatrixturbinen mit einer Gesamtleistung von 4,8 MW besteht.

### Fischtreppe
Die Fischaufstiegshilfe bzw. -treppe wurde 2016/2017 am linken Ufer des Wehrs errichtet und erfolgte gemäß den Vorgaben der EU-Wasserrahmenrichtlinie und des Nationalen Gewässerbewirtschaftungsplans. Sie verbindet die Lebensräume des Donaukanals und der Donau bzw. macht das Wehr für die Fische barrierefrei. Das Projekt war eine Kooperation von DHK (Donau Hochwasserschutz Konkurrenz) und den Partnern des Gemeinschaftskraftwerkes Nussdorf. Die Gesamtkosten der Fischaufstiegshilfe beliefen sich auf 6,4 Mio. Euro. Im April 2017 erfolgte die Inbetriebnahme.